# Parc Hirakata

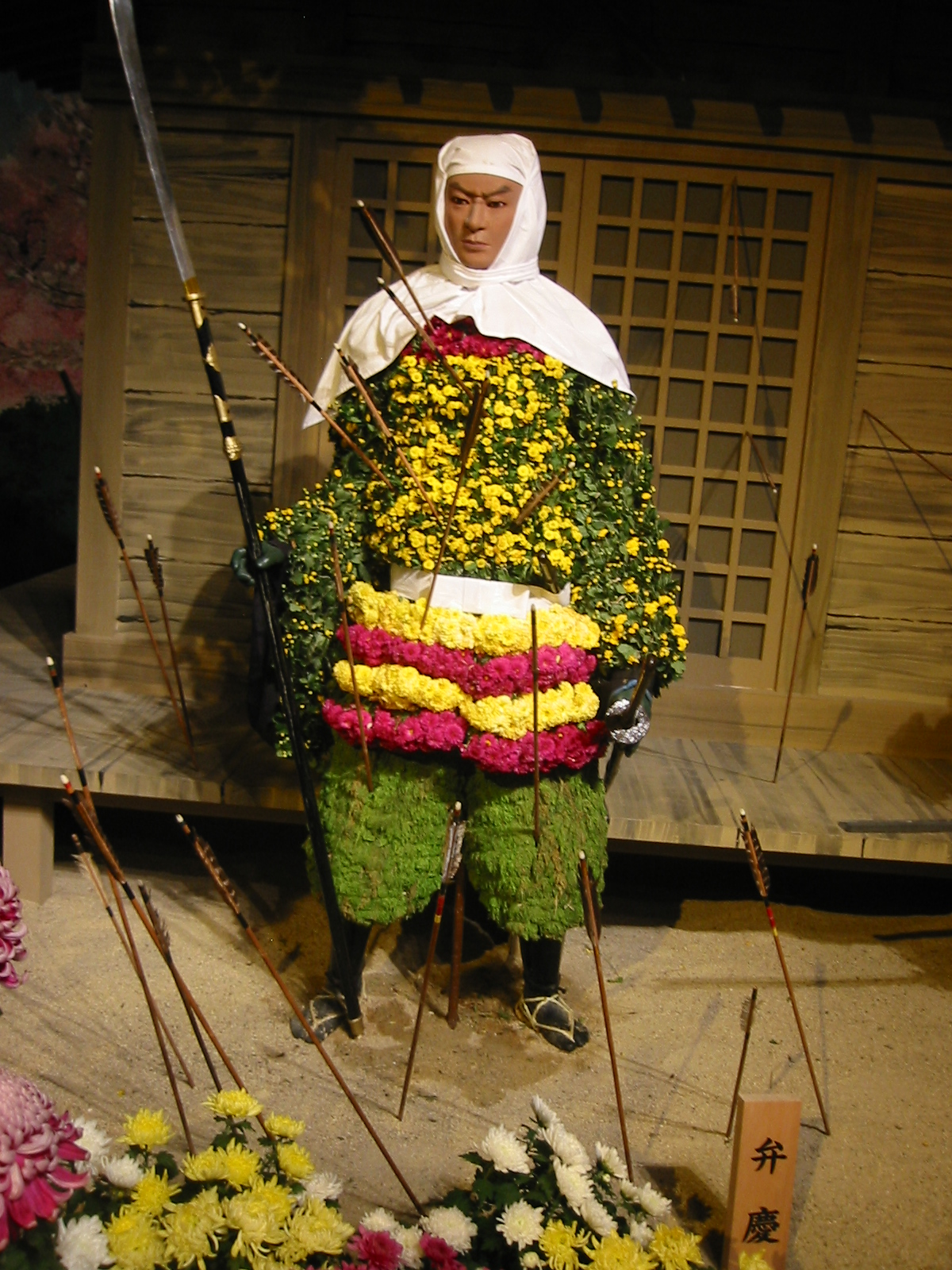
Figurine en fleurs.

Le parc Hirakata (ひらかたパーク) ou HiraPa (ひらパー) en abrégé est un parc d'attractions géré par Keihan Electric Railway dans la ville de Hirakata, préfecture d'Osaka. Il a ouvert en 1910 à Neyagawa sous le nom parc Kōri (香里遊園地, Kōri Yūenchi) et a été déplacé à Hirakata durant l'ère Taishō. Le parc d'amusement comprend cinq montagnes russes, une exposition de poupées faites de fleurs et une patinoire en hiver.

## Attractions

### Montagnes russes
| Nom de l'attraction     | Type                     | Constructeur              | Année d'ouverture |
| ----------------------- | ------------------------ | ------------------------- | ----------------- |
| Crazy Mouse             | Wild Mouse               | Reverchon Industries      | 1998              |
| Elf                     | Montagnes russes en bois | Intamin                   | 2001              |
| Fantastic Coaster Rowdy | Montagnes russes assises | Meisho Amusement Machines | 1982              |
| Peekaboo Town           | Montagnes russes junior  | Senyo Kogyo               | 2003              |
| Red Falcon              | Montagnes russes assises | Senyo Kogyo               |                   |

## Source de la traduction
- (en) Cet article est partiellement ou en totalité issu de l’article de Wikipédia en anglais intitulé « Hirakata Park » (voir la liste des auteurs).